# 방사면역 측정법
방사면역측정법(放射免疫測定法, radioimmunoassay)은 방사성 동위 원소를 이용하여 물질의 농도를 미세하게 측정하는 방법이다. 인슐린을 비롯한 거의 모든 종류의 호르몬과 활성 물질ㆍ효소ㆍ비타민ㆍ약물 따위의 물질을 미량으로 정량하여 병을 진단하고 치료 효과를 알아내는 데 사용한다.